# Ундолка
Ундолка (Вороновка) — река в Собинском районе Владимирской области России, левый приток реки Клязьмы. Длина — 15 км, площадь водосборного бассейна — 70,9 км².

## Описание
Истоком реки является болото в 2 км южнее деревни Бабанино. В верховьях река чаще называется — Вороновка. Затем река пересекает старинное русское село Ундол, являющееся сейчас частью города Лакинск. Устье реки находится в 343 км от устья Клязьмы напротив города Собинка.

## Данные водного реестра
По данным государственного водного реестра России относится к Окскому бассейновому округу, водохозяйственный участок реки — Клязьма от города Орехово-Зуево до города Владимира, речной подбассейн реки — Ока ниже впадения реки Мокши. Речной бассейн реки — Ока.
Код объекта в государственном водном реестре — 09010300712110000032041.